# Delius
Delius ist ein deutscher Familienname.

## Namensträger
- Anton Delius (1850–1936), deutscher Politiker, Oberbürgermeister von Siegen
- Carl Delius der Ältere, deutscher Unternehmer
- Carl Delius (Unternehmer) (Carl Delius der Jüngere; 1846–1914), deutscher Textilfabrikant und Politiker
- Carl Delius (Politiker) (1874–1953), deutscher Politiker (DDP)
- Carl Albrecht Delius (1827–1915), deutscher Seidenwarenfabrikant
- Christian Friedrich Delius (1770–1823), deutscher Überseekaufmann
- Christian Heinrich Delius (1778–1840), deutscher Archivar und Historiker
- Christina Delius, Geburtsname von Christina Rau (* 1956), deutsche Politikwissenschaftlerin
- Christoph Brochhausen-Delius, deutscher Pathologe und Hochschullehrer
- Christoph Diedrich Arnold Delius (1742–1819), deutscher Kaufmann und Diplomat
- Christoph Traugott Delius (1728–1779), deutscher Bergbauwissenschaftler
- Conrad Delius (Landrat) (1881–1945), deutscher Landrat
- Conrad Wilhelm Delius (Politiker) (1751–1834), deutscher Politiker, Bürgermeister von Bielefeld
- Conrad Wilhelm Delius (Fabrikant) (1807–1897), deutscher Textilunternehmer
- Daniel Delius (Journalist), deutscher Sportjournalist
- Daniel Adolf Delius (1728–1809), deutscher Leinenfabrikant
- Daniel Heinrich Delius (1773–1832), deutscher Regierungspräsident und Gutsbesitzer
- Eduard Delius (Verwaltungsjurist) (Eduard Heinrich Carl Delius; 1809–1861), deutscher Verwaltungsjurist
- Eduard Delius (Unternehmer) (1922–2013), deutscher Textilunternehmer und Manager
- Ernst von Delius (1912–1937), deutscher Rennfahrer
- Ernst August Delius (1763–1839), deutscher Kaufmann und Politiker
- Ernst-August Delius (1830–1915), deutscher Fabrikant
- Ernst-August Delius (1922–1997), deutscher Fabrikant
- Frederick Delius (1862–1934), britischer Komponist
- Friedrich von Delius (1881–1967), deutscher Bergwerksingenieur
- Friedrich Delius (Pfarrer) (* 1944), deutscher Pfarrer und Autor
- Friedrich Christian Delius (1943–2022), deutscher Schriftsteller
- Fritz Delius (Manager) (1887–1957), deutscher Manager
- Fritz Delius (Schauspieler) (1890–1966), deutscher Schauspieler
- Gisela Klann-Delius (1944–2024), deutsche Linguistin und Hochschullehrerin
- Gottfried Delius (1802–1886), deutscher Unternehmer
- Gustav Delius (1794–1872), deutscher Fabrikant
- Hans Delius (1859–1932), deutscher Jurist und Richter
- Hans-Ulrich Delius (* 1930), deutscher Theologe und Hochschullehrer
- Harald H. Delius (1925–2001[1]), deutscher Philosoph und Hochschullehrer
- Heinrich Delius (Richter) (1877–1947), deutscher Richter
- Heinrich Meyer-Delius (1881–1955), deutscher Elektrotechniker
- Heinrich Anton Delius (1807–1896), deutscher Textilindustrieller und Gutsbesitzer
- Heinrich Friedrich Delius (1720–1791), deutscher Mediziner
- Hermann Delius (Unternehmer) (1819–1894), deutscher Fabrikant und Politiker, MdR
- Hermann Delius (General) (1854–1941), deutscher General
- Hermann Meyer-Delius (1841–1910), deutscher Kaufmann und Manager
- Hildegard Delius (1896–1955), deutsche Malerin
- Hugo Meyer-Delius (1877–1965), deutscher Kinderarzt
- Johann Caspar Delius (1693–1756), deutscher Unternehmer
- Johannes Delius (1554–1637), deutscher Pfarrer
- Juan D. Delius (* 1936), deutscher Psychologe und Hochschullehrer
- Karl von Delius (1840–1907), deutscher Landrat
- Karl Delius (General) (1850–1913), deutscher Generalmajor
- Karl Delius (Fotograf) (Karl Ferdinand Delius, auch Charles Delius; 1877–1962), deutscher Fotograf und Verbandsfunktionär, siehe Berliner Illustrations–Gesellschaft #Geschichte
- Karl Heinrich von Delius (auch Carl Heinrich von Delius; 1811–1849), deutscher Offizier
- Käthe Delius (1893–1977), deutsche Hauswirtschafterin
- Konrad Wilhelm Delius (1916–2009), deutscher Verlagskaufmann, siehe Delius Klasing Verlag
- Ludwig Delius (1807–1888), deutscher Politiker und Landrat
- Ludwig Georg Delius (1807–1866), deutscher Unternehmer
- Mara Delius (* 1979), deutsche Literaturwissenschaftlerin und Literaturkritikerin
- Martin Delius (* 1984), deutscher Politiker
- Matthäus Delius (1500–1565), deutscher Pädagoge
- Nikolaus Delius (Anglist) (1813–1888), deutscher Anglist
- Nikolaus Delius (Flötist) (1926–2020), deutscher Flötist und Hochschullehrer
- Oskar Delius (1846–1916), deutscher Architekt und Baubeamter
- Paul Herbert Delius (1912–1992), deutscher Offizier
- Peter Delius (* vor 1958), südafrikanischer Historiker und Hochschullehrer
- Rudolf Delius (1802–1859), deutscher Fabrikant
- Rudolf von Delius (1878–1946), deutscher Schriftsteller und Philosoph
- Tobias Delius (* 1964), britischer Jazzmusiker
- Walter Delius (Politiker) (1884–1945), deutscher Jurist und Politiker, Oberbürgermeister von Wesermünde
- Walter Delius (Theologe) (1899–1972), deutscher Theologe und Hochschullehrer
- Wilhelm Delius (1815–1900), deutscher Jurist, Staatsanwalt und Richter